# Ossétia do Norte-Alânia
A República da Ossétia do Norte-Alânia (russo:  Республика Северная Осетия-Алания, tr. Respublika Severnaya Osetiya-Alaniya; IPA: [rʲɪˈspublʲɪkə ˈsʲevʲɪrnəjə ɐˈsʲetʲɪjə ɐˈlanʲɪjə]; em osseta: Республикӕ Цӕгат Ирыстон-Алани, tr. Respublikæ Cægat Iryston-Alani, AFI: [resˈpublikə t͡səˈgat irɨˈʃton-aˈlani] ouçaⓘ) é uma república da Federação Russa. Sua população, de acordo com o censo russo de 2010, era de 712 980 habitantes. Sua capital é a cidade de Vladikavkaz. Faz fronteira a oeste com a República da Cabárdia-Balcária, ao sul com a Geórgia e a leste com as Repúblicas da Chechênia e da Inguchétia.
Recentemente a república esteve envolvido em episódios conturbados da política russa, sendo alvo de atentados terroristas em Beslan em 2004, e em 2008 se tornou parte do teatro de operações das forças russas envolvidas na guerra entre Rússia e Geórgia na Ossétia do Sul. 

## Nome
Nos últimos anos da União Soviética, à medida que os movimentos nacionalistas se propagaram pela região do Cáucaso, diversos intelectuais da República Autónoma Socialista Soviética da Ossétia do Norte pediram pela volta do uso do nome de Alânia, o reino medieval dos alanos. O termo rapidamente se tornou popular na vida cotidiana osseta, sendo utilizado por diversas empresas, um canal de televisão, organizações políticas e cívicas, editoras e um time de futebol. Em novembro de 1994, o nome de "Alânia" foi adicionado oficialmente ao título da república.

## Geografia

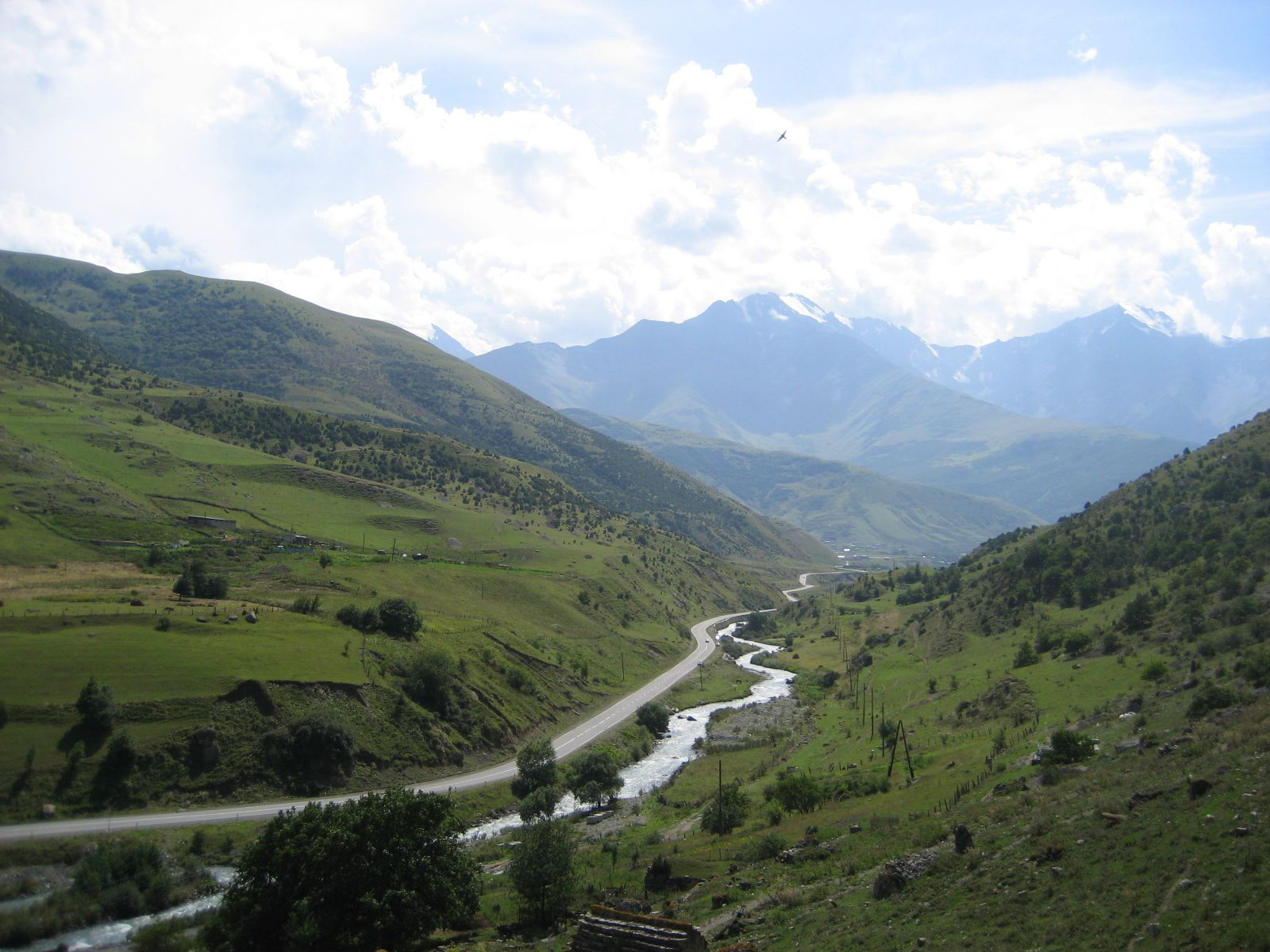
Paisagem da Ossétia do Norte.

A república se localiza no Cáucaso Norte. Sua parte setentrional se situa na Planície de Stavropol. 22% de seu território está coberto por florestas. Sua área é de 8 000 quilômetros quadrados. 
Faz fronteiras a oeste, noroeste e norte com a república da Cabárdia-Balcária, a norte com o krai de Stavropol, a nordeste e leste com a Chechênia, a leste e sudeste com a Inguchétia e a sudeste, sul e sudoeste com a Geórgia (incluindo a Ossétia do Sul). 

### Rios
Todos os rios da república pertencem à bacia hidrográfica do rio Terek. Entre os rios principais do território estão o próprio Terek, com cerca de 600 km de extensão, o rio Urukh, com 104 km, o rio Ardon, com 101 km, o rio Kambileevka, com 99 km, o rio Gizeldon, com 81 km, o rio Fiagdon e o rio Sunja.

### Montanhas
Todas as montanhas localizadas no território da república fazem parte do Cáucaso. Seu ponto mais elevado é o Monte Kazbek, com 5 033 m de altitude, seguido pelo Monte Djimara, com 4 780 m.

### Recursos naturais
Entre seus recursos naturais estão minerais como o cobre, a prata e o zinco, a água mineral, a hidroeletricidade e reservas de petróleo e gás natural.

### Clima
Seu clima é moderadamente continental. A temperatura média em janeiro é de -5 °C e em julho é de 24 °C. A precipitação anual média é de 400–700 mm nas planícies, e de 1 000 mm nas montanhas.

## História

Mapa político da região do Cáucaso em 1060.

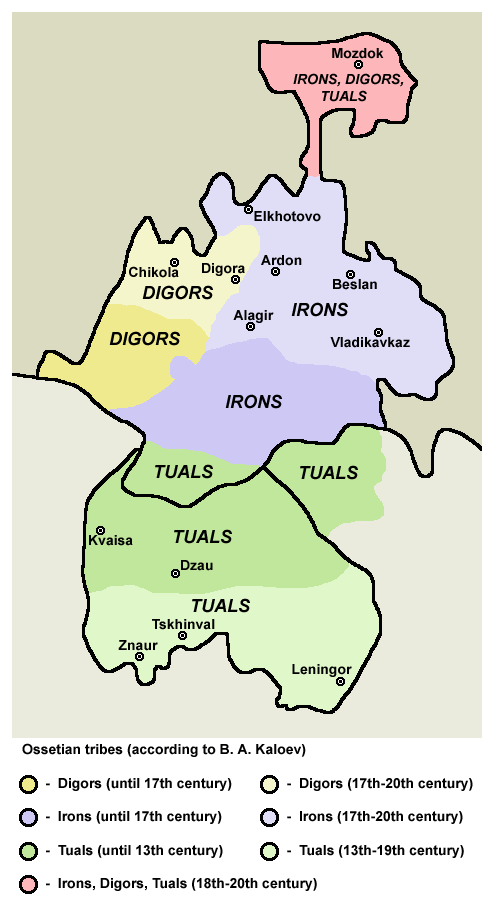
Tribos ossetas (de acordo com B. A. Kaloev).

### História antiga
O território da Ossétia do Norte foi habitado inicialmente por tribos caucasianas. Alguns alanos nômades se fixaram na região no século VII, formando o reino da Alânia. Com o tempo, acabaram sendo convertidos ao cristianismo por missionários do Império Bizantino. A Alânia lucrou muito com a Rota da Seda, que cruzava seu território. 
Depois da Idade Média, as diversas invasões de mongóis e tártaros dizimaram a população daqueles que atualmente são conhecidos como ossetas. O islã foi introduzido à região no século XVII pelos cabardianos. Conflitos entre o Canato da Crimêia e o Império Otomano acabaram forçando uma aliança entre a Ossétia e a Rússia imperial no século XVIII; logo, a Rússia estabeleceu uma base militar na capital, Vladikavkaz, tornando a área o primeiro território controlado pelos russos no norte do Cáucaso. Em 1806, a Ossétia já estava sob domínio total russo.

### Domínio russo/soviético

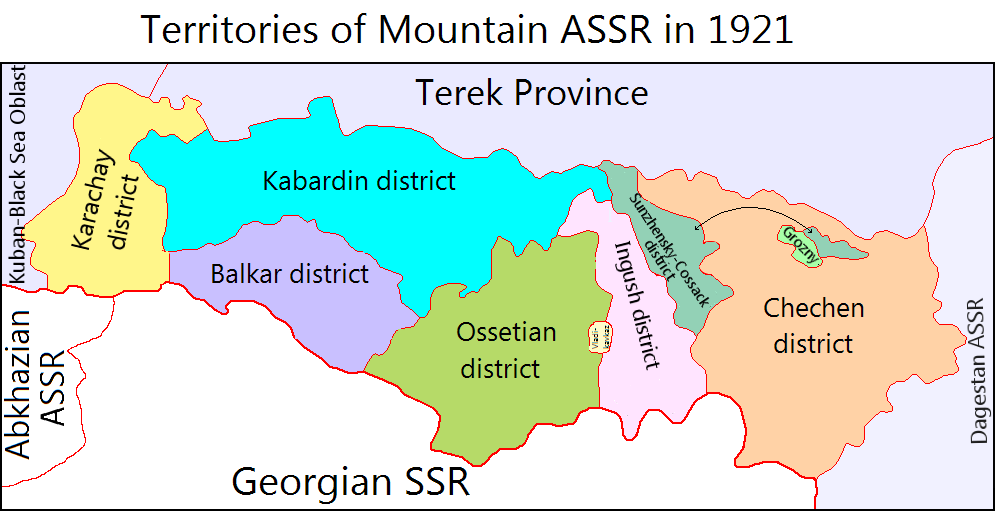
Mudanças de fronteira após a Primeira Guerra Mundial.

O domínio dos russos levou a um desenvolvimento rápido da indústria e das ferrovias, que retirou o país de seu isolamento. Os primeiros livros publicados na região surgiram no fim do século XVIII, e o território passou a fazer parte da região russa da Terskaia.
A Revolução Russa de 1917 fez com que a Ossétia do Norte fosse anexada à República Autônoma Socialista Soviética Montanhosa em 1921, e, em 7 de julho de 1924, tornou-se o Oblast Autônomo da Ossétia do Norte. Em 5 de dezembro de 1936 passou a fazer parte da República Socialista Soviética Autônoma da Ossétia do Norte. Na Segunda Guerra Mundial, sofreu uma série de ataques por parte de invasores da Alemanha nazista.
A RSS da Ossétia do Norte se declarou uma república autônoma da União Soviética em 20 de junho de 1990, e teve seu nome alterado para o atual no ano seguinte.

### Período pós-soviético
A dissolução da União Soviética trouxe problemas especiais para o povo osseta, que se viu dividido entre a Ossétia do Norte, que fazia parte da República Socialista Federativa Soviética da Rússia, e a Ossétia do Sul, que fazia parte da República Socialista Soviética da Geórgia. Em dezembro de 1990, o Soviete Supremo da Geórgia aboliu o enclave autônomo osseta em seu território em meio ao crescimento das tensões étnicas na região, e boa parte da população cruzou a fronteira para a Ossétia do Norte. Cerca de 70 000 refugiados que haviam se instalado no distrito de Prigorodny entraram em conflito com a população predominantemente inguche, o que levou ao conflito osseta-inguche.
Além de ter que lidar com os efeitos do conflito na Ossétia do Sul, a Ossétia do Norte teve que lidar com os refugiados provocados pelas guerras travadas em sua vizinha, a Chechênia, bem como as consequências daquele conflito. O incidente mais sangrento foi a crise de reféns em Beslan, em setembro de 2004, na qual insurgentes chechenos leais a Shamil Basayev (que negou e depois assumiu responsabilidade) invadiram e tomaram controle de uma escola, mantendo centenas de reféns. Durante a troca de tiros entre os terroristas e as forças de segurança russas que pôs um fim à crise, 335 civis, a maioria crianças, morreram. Um professor de educação física, Yanis Kanidis, um grego do Cáucaso natural da Geórgia, também foi morto após ter salvo a vida de muitas das crianças.

## Economia

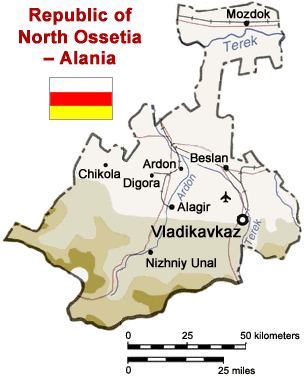
Mapa da República da Ossétia do Norte-Alânia.

Nos últimos anos, o desenvolvimento econômico da Ossétia do Norte-Alânia tem sido bem-sucedido; os indicadores de desenvolvimento econômico e social da república no período entre 2005 e 2007 revelaram um crescimento estável de todos os setores da economia e dos principais parâmetros sociais. As condições naturais e climáticas da república, aliadas à abundância de recursos naturais, contribuem para o desenvolvimento bem-sucedido de diversos setores econômicos. O produto regional bruto per capita da região em 2006 foi de 61 000 rublos, e aumentou 30% durante o período entre 2005 e 2007. No ano seguinte, o valor subiu para 76 455 rublos. Entre 2005 e 2007 o salário mensal médio na Ossétia do Norte-Alânia dobrou, com os rendimentos aumentando em 42,5%. Em termos de crescimento do salário mensal médio, a república ocupa o primeiro lugar no Norte do Cáucaso.
Entre as prioridades econômicas do governo regional estão o crescimento industrial, o desenvolvimento das pequenas empresas, spas e balneários, e o fortalecimento da disciplina orçamentária e fiscal.

### Recursos naturais, agricultura e indústria
Os recursos mais difundidos são minérios complexos que contêm zinco e chumbo. Existem depósitos de calcário, dolomitas, mármore e pedras de toque no território, além de uma grande disponibilidade de materiais para construção, como argila, areia e cascalho. As reservas locais de petróleo estão estimadas em 10 milhões de toneladas.
O setor agricultural é diversificado, e se especializou no cultivo de trigo, milho e girassóis, horticultura, viticultura, bem como a pecuária bovina e ovina.
O setor industrial da Ossétia do Norte se concentra principalmente em Vladikavkaz. Entre as principais companhias instaladas ali, estão Elektrotsink, Gazoapparat, Elektrokontraktor, além de diversas empresas do setor alimentício. O centro industrial de Sadonski cresceu em torno das indústrias mineradoras e florestais.

### Turismo

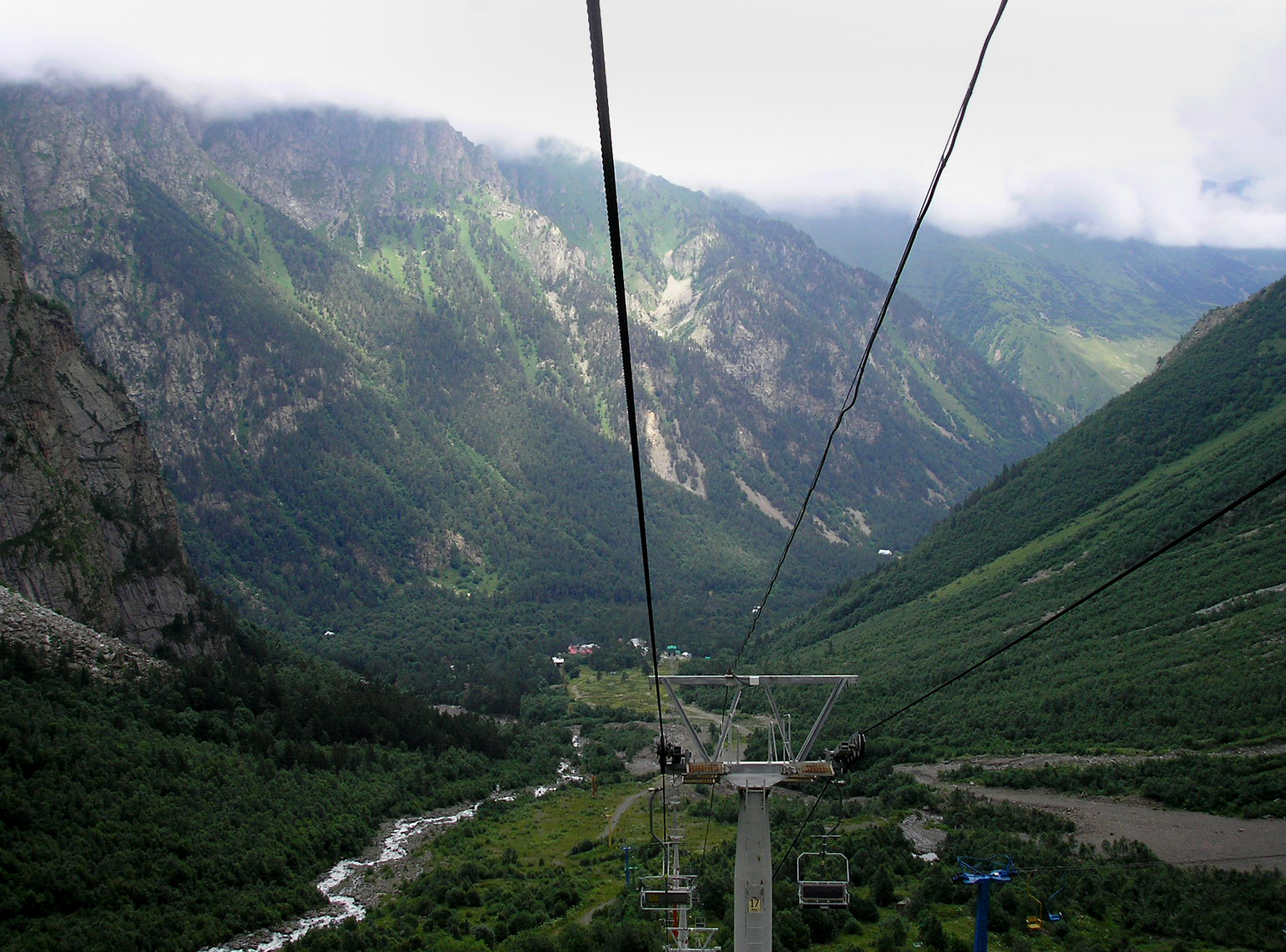
Teleférico no cânion de Tsey.

Apesar da sua proximidade com a Chechênia, a Ossétia do Norte está se esforçando para desenvolver sua indústria de turismo. Projetos para construir spas, balneários e desenvolver o turismo foram implementados com sucesso na parte montanhosa da república, de acordo com as autoridades do governo regional. Existem cerca de 3 000 monumentos históricos na república, e mais da metade do seu território é coberto pelo Parque Nacional da Alânia, pela Reserva Nacional da Ossétia do Norte, e reservas de caça. Existem mais de 250 fontes terapêuticas, minerais e de água fresca no país, com reservas diárias estimadas em 15 000 m³. Além de fornecer o básico para seus spas, estas águas minerais também têm potencial para serem engarrafadas e vendidas. As águas minerais da Ossétia do Norte são conhecidas por suas qualidades exclusivas, além de sua composição mineral.

### Infraestrutura
Em termos de infraestrutura, a Ossétia do Norte-Alânia ocupa o segundo lugar no Distrito Federal Meridional e o décimo na Federação da Rússia. A república tem uma das redes mais extensas de telecomunicação na região do Cáucaso do Norte e na Rússia, e ocupa o primeiro lugar em termos de instalações de telecomunicações no Distrito Federal Meridional.
Ocupa o quarto lugar em termos de pavimentação de estradas, e seu complexo logístico e de transportes fornece redes de comunicação entre a Rússia e o Cáucaso do Sul, assim como a Ásia Central. O complexo inclui duas rodovias federais (entre elas a Estrada Militar Georgiana liga Vladikavkaz com a Transcaucásia), uma rede ferroviária bem desenvolvida, o aeroporto internacional de Vladikavkaz, além de terminais bem-equipados para transporte.

## Demografia
De acordo com o censo russo de 2010, sua população era estimada, naquele ano, em 712 980 habitantes. O número de refugiados no território é estimado em 12 570.